# La Vierge de la consolation
La Vierge de la consolation (en italien : Madonna della Consolazione) est une peinture religieuse à l'huile sur bois du Pérugin, datant de 1496-1498 environ, conservée à la Galerie nationale de l'Ombrie à Pérouse.

## Histoire
L'œuvre a été peinte par l'atelier de Pérouse de l'artiste pour la « Confraternita dei Disciplinati », dite de la Madonna della Consolazione. Le tableau, achevé en avril 1498, a été réalisé simultanément aux travaux de la Sala delle Udienze del Collegio del Cambio. La représentation picturale de La Vierge à l'Enfant a été réemployée pour le Retable Tezi.

## Thème
L'œuvre reprend la représentation récurrente dans la peinture chrétienne de la Vierge en majesté, présentant la Vierge Marie trônant dans le monde terrestre avec l'Enfant Jésus, accompagnés d'anges et de figures saintes.

## Description
La Vierge est représentée au centre assise sur un trône sans dossier visible (ou un coffre ?)  parée de ses traditionnelles couleurs rouge et bleu, et d'une cape verte tenant sur ses genoux l'Enfant. Son regard est dirigé vers le spectateur, celui de l'Enfant bénissant est dirigé vers le sol. Derrière la Vierge, de chaque côté, figurent en dimensions fortement réduites, trois moines capucins en prière, agenouillés et tout de blanc vêtus. Au-dessus, deux anges prient les mains jointes, marchant sur les nuages, construits symétriquement. Ces anges proviennent d'un même carton utilisé de nombreuses fois par l'artiste (La Résurrection de San Francesco al Prato, La Vierge en gloire et saints, le Gonfanon de la Justice).
La Vierge, dominant par sa taille, sa position centrale et légèrement avancée occupe une surface importante d'une scène à schéma simple et harmonieux, ordonné selon les règles de la symétrie avec des correspondances rythmiques confortées par les inclinaisons des têtes.
Le paysage est typique du style du Pérugin avec une série de monts et collines ponctuées d'arbrisseaux qui se dégrade dans le lointain selon les règles de la perspective atmosphérique, rendant l'espace ample et profond. Dans le paysage dominent les couleurs vert turquoise et azur qui composent aussi la vue d'une ville lointaine.

## Analyse
Le tableau est stylistiquement proche de l'effigie de Marie, inspirée par celui de Chiara Fancelli.
La représentation figurant des personnages annexes plus petits invoque la perspective inversée médiévale et gothique.
Le rouge représente la Passion du Christ et le bleu l'Église. Dans la Madone est sous-entendu l'union de (notre mère) l'église par le sacrifice de son fils.

## Sources
- (it) Cet article est partiellement ou en totalité issu de l’article de Wikipédia en italien intitulé « Madonna della Consolazione (Perugino) » (voir la liste des auteurs).